# Cambodgia elegantissima
Ordre
Famille
Genre
Espèce
Cambodgia elegantissima, unique représentant du genre Cambodgia, de la famille des Cambojiidae et de l'ordre des Cambojiida, est une espèce de cténophores,.

## Distribution
Cette espèce se rencontre en mer de Chine méridionale.

## Publications originales
- Dawydoff, 1946 : Contribution à la connaissance des cténophores pélagiques des eaux de l'Indochine. Bulletin biologique de la France et de la Belgique, vol. 80, p. 113-170.
- Ospovat, 1985 : On phylogeny and classification of the type Ctenophora. Zoologicheskii Zhurnal, vol. 64, no 7, p. 965-974.